# Pablo Ortíz
Pablo Antonio Ortíz Cabezas, noto semplicemente come Pablo Ortíz (San Andrés de Tumaco, 8 giugno 2000), è un calciatore colombiano, difensore del DAC Dunajská Streda.

## Carriera
Cresciuto nel settore giovanile dell'América de Cali, debutta in prima squadra il 27 settembre 2020 occasione del match di Categoría Primera A perso 1-0 contro il Deportes Tolima.

## Statistiche
Statistiche aggiornate al 10 gennaio 2022.

### Presenze e reti nei club
| Stagione        | Squadra         | Campionato      | Campionato | Campionato | Coppe nazionali | Coppe nazionali | Coppe nazionali | Coppe continentali | Coppe continentali | Coppe continentali | Altre coppe | Altre coppe | Altre coppe | Totale | Totale | Totale |
| Stagione        | Squadra         | Comp            | Pres       | Reti       | Comp            | Pres            | Reti            | Comp               | Pres               | Reti               | Comp        | Pres        | Reti        | Pres   | Reti   |        |
| --------------- | --------------- | --------------- | ---------- | ---------- | --------------- | --------------- | --------------- | ------------------ | ------------------ | ------------------ | ----------- | ----------- | ----------- | ------ | ------ | ------ |
| 2020            | América de Cali | A               | 10         | 0          | CC              | 2               | 0               | CL                 | 0                  | 0                  |             | -           | -           | 12     | 0      |        |
| 2021            | América de Cali | A               | 35         | 0          | CC              | 0               | 0               | CL+CS              | 5+2                | 0                  | SL          | 1           | 0           | 43     | 0      |        |
| Totale carriera | Totale carriera | Totale carriera | 45         | 0          |                 | 2               | 0               |                    | 7                  | 0                  |             | 1           | 0           | 55     | 0      |        |